# Piżamiaki
Piżamiaki (ang. Jim Henson's Pajanimals lub Pajanimals) – amerykański serial telewizyjny dla dzieci. Stworzony przez Jim Henson Company i 4KIDS Entertainment dla kanału PBS KIDS Sprout w bloku The Good Night Show.
Serial zadebiutował w Stanach Zjednoczonych na kanale PBS KIDS Sprout 2 listopada 2008 natomiast w Polsce był emitowany na kanale MiniMini+ od 1 czerwca 2010 roku oraz na stacji Disney Junior.

## Bohaterowie
- Apollo fioletowo-zielony pies będący liderem grupy przyjaciół. Interesuje się wszystkim co jest związane z kosmosem.
- Kwaczor (Squacky) niebieska kaczka; strasznie nadpobudliwa, jedyne co ją uspokaja to czytanie książek.
- Grosia (Sweet Pea Sue) różowo-pomarańczowy kucyk. Kocha naturę.
- Krowandzia (CowBella) różowo-fioletowo-biała krówka z włoskim akcentem. Bardzo dobrze wychowana.

## Spis odcinków
| Premiera odcinka | Nr | Polski tytuł                        | Angielski tytuł                      |
| ---------------- | -- | ----------------------------------- | ------------------------------------ |
|                  |    |                                     |                                      |
| SERIA PIERWSZA   |    |                                     |                                      |
|                  |    |                                     |                                      |
| 01.06.2010       | 01 | Kołysanka                           | La La Lullaby                        |
|                  |    |                                     |                                      |
| 02.06.2010       | 02 |                                     | Stick to the Plan                    |
|                  |    |                                     |                                      |
| 03.06.2010       | 03 |                                     | Stay in Bed, Put on Your Sleepy Head |
|                  |    |                                     |                                      |
| 04.06.2010       | 04 | Przytulanka                         | I Love to Love My Lovies             |
|                  |    |                                     |                                      |
| 05.06.2010       | 05 | Skąd wiedzieć mam, że to ranek już? | How Do I Know It's Morning Time?     |
|                  |    |                                     |                                      |
| 06.06.2010       | 06 |                                     | Goodnight to Mom                     |
|                  |    |                                     |                                      |
| 07.06.2010       | 07 |                                     | Sleeping Makes Me Feel Alright       |
|                  |    |                                     |                                      |
| 08.06.2010       | 08 |                                     | What's That Sound?                   |
|                  |    |                                     |                                      |
| 09.06.2010       | 09 |                                     | Lights in the Dark                   |
|                  |    |                                     |                                      |
| 10.06.2010       | 10 |                                     | Let's Make Our Bodies Tired          |
|                  |    |                                     |                                      |
| 11.06.2010       | 11 |                                     | A Scary Dream                        |
|                  |    |                                     |                                      |
| 12.06.2010       | 12 |                                     | Surprise Party                       |
|                  |    |                                     |                                      |